# Jagdgeschwader 3 (1917–1918)
Jagdgeschwader Nr. III – JG III – wyspecjalizowana niemiecka jednostka lotnicza Luftstreitkräfte z okresu I wojny światowej.
Wzorując się na utworzonej przez Manfreda von Richthofena w czerwcu 1917 jednostce Jagdgeschwader 1 na początku lutego 1918 roku utworzono podobne zgrupowanie nazwane Jagdgeschwader nr 3. Powstał on z czterech eskadr myśliwskich Jasta B, Jasta 26, Jasta 27 i Jasta 36 w jedną jednostkę taktyczną pod dowództwem asa Jasta 26 Bruna Loerzera.
Dywizjon latał samolotami Fokker Dr.I.

## Dowódcy dywizjonu
| Stopień | Nazwisko      | Okres                   |
| ------- | ------------- | ----------------------- |
| Kapitan | Bruno Loerzer | 02.02.1918 – 11.11.1918 |